# Carlo Borromeo Arese
Carlo Borromeo Arese, VI marchese di Angera, XI conte di Arona (Milano, 28 aprile 1657 – Arona, 3 luglio 1734), è stato un nobile, politico e mecenate italiano.
Discendente delle famiglie nobili Borromeo e Arese, ed il primo ad utilizzare il doppio cognome, fu fatto Grande di Spagna di prima classe (1708), Viceré di Napoli dal 1710 al 1713 e Cavaliere del Toson d'oro (1715).
Patrono della Biblioteca Ambrosiana, vi chiamò il giovane Ludovico Antonio Muratori, con il quale strinse un'autentica amicizia che durò fino alla morte del Borromeo.

## Biografia

### Infanzia
Carlo Borromeo Arese nacque a Milano nel 1657, figlio terzogenito (dopo Giustina e Margherita) dei dodici figli avuti da Renato, decurione della città, e da Giulia Arese, figlia di Bartolomeo III che era presidente del Senato. La sua famiglia era tra le più stimate a Milano dal momento che vantava tra i propri antenati il suo omonimo santo ed il cardinale Federico, oltre ad un ricchissimo patrimonio fondiario che spaziava da Arona a Vergiate, da Cannobio a Lesa, dalla Val Vigezzo a Laveno, includendo Omegna, Intra, Degagna di San Pietro, Angera e ancora Camairago, Borgo Ticino, Palestro, Cressa, Formigara e Cesano Maderno.

### Primo matrimonio
Carlo Borromeo Arese sposò in prime nozze a Milano il 27 maggio 1677 donna Giovanna Odescalchi, sorella del duca di Bracciano e figlia del conte don Carlo e di donna Beatrice Cusani dei marchesi di Chignolo, la quale era nipote di papa Innocenzo XI. Da questa unione nacque un solo figlio che portò alla morte la madre per parto.

### Carriera militare e diplomatica
Per ereditare anche il patrimonio della madre, nel 1678 il Borromeo aggiunse il cognome Arese a quello della sua famiglia, iniziando una carriera militare che in breve tempo lo vide capitano dei corazzieri dell'esercito spagnolo a Milano. Nel 1686 venne scelto da Carlo II di Spagna come suo ambasciatore a Roma presso papa Innocenzo XI dal momento che il regno meridionale era ritenuto tradizionalmente feudo dello Stato Pontificio. Questa scelta non era stata del tutto casuale dal momento che Carlo Borromeo era imparentato col pontefice in quanto nel 1678 aveva sposato Giovanna Odescalchi, figlia di Carlo che era nipote del papa, dalla quale aveva avuto il primogenito Giovanni Benedetto (1679-1744) e che poi era morta. La fiducia che il re di Spagna ripose nel Borromeo lo portò quindi ad essere nominato governatore di Novara e poi maestro di campo della fanteria lombarda.

### Secondo matrimonio
Nell'aprile del 1689, per mantenere i suoi legami con Roma, si risposò con donna Camilla Barberini, figlia di Maffeo, principe di Palestrina e grande di Spagna, che era un pronipote di papa Urbano VIII, dalla quale ebbe altri nove figli tra cui un solo maschio, Federico (1703-1779).

### Ascesa
Alla morte del padre nel 1690, Carlo ottenne il titolo di Marchese di Angera e di Conte di Arona e nel 1692 decise di acquistare dalla famiglia Mandelli il feudo di Maccagno Inferiore, acquisendo così la carica di capo dei Sessanta decurioni a Milano e divenendo generale onorario di artiglieria.
Alla fine del 1692, venne inviato una prima volta dal governatore di Milano a Castiglione per sedare una rivolta dei sudditi contro il marchese Ferdinando II Gonzaga; una seconda volta con 150 dragoni nel febbraio 1693.
Durante questi anni (precisamente nel 1694), Carlo incontrò Ludovico Antonio Muratori, del quale divenne rapidamente protettore e lo consigliò al fratello Giberto come "dottore" della Biblioteca Ambrosiana di Milano.
Fu con la lunga agonia e poi con la morte di Carlo II, però, che Carlo Borromeo Arese iniziò a giocare un ruolo di primaria importanza nella politica non solo del Ducato di Milano e nelle relazioni con il regno spagnolo. In un'epoca di contrasti dinastici, tra la possibilità che al trono spagnolo salisse Filippo V di Borbone, decise di appoggiare invece suo cugino Carlo d'Asburgo, atto del quale venne largamente ripagato quando la Lombardia passò sotto il dominio austriaco.
Il 23 settembre 1706, quando il governo spagnolo aveva dovuto trasferirsi a Cremona in attesa che il resto della Lombardia fosse assicurato nelle mani degli austriaci, il Borromeo assieme al nobile Francesco Sormani iniziò a trattare con Eugenio di Savoia a nome dei decurioni della città per il sostentamento del milanese per la guerra. Per le sue grandi capacità di mediazione, il Borromeo venne nominato l'anno successivo Grande di Spagna di I classe ed ebbe l'onore di ospitare sul suo palazzo all'Isola Bella l'imperatrice Elisabetta Cristina di Brunswick-Wolfenbüttel.

### Viceré di Napoli
Carlo Borromeo Arese toccò l'apice del successo con la sua nomina a Viceré di Napoli: il suo predecessore Georg Adam von Martinitz era stato sostituito provvisoriamente dal cardinale Vincenzo Grimani che era estremamente favorevole alla politica di curia con Roma. Morto improvvisamente il Grimani, l'ambasciatore austriaco a Roma, il marchese di Prié, sperava di succedergli a quella carica, ma la scelta di Carlo VI d'Asburgo si rivolse invece al Borromeo che dal 15 ottobre 1710 divenne viceré a Napoli, meta verso la quale si diresse facendo tappa a Parma, Modena, Bologna, Firenze, Roma ed infine Napoli.
A Napoli il Borromeo iniziò da subito una politica laica (a differenza del suo diretto predecessore) che gli attirò il favore intellettuali come Costantino Grimaldi, il filosofo Michelangelo Fardella, il giurista Saverio Pansuti, pur mantenendo una corrispondenza serrata col Muratori. Malgrado gli sforzi, ad ogni modo, il Borromeo sembrò non essere particolarmente tagliato per l'amministrazione del regno meridionale, da molti è sospettato di filocurialismo e come se non bastasse la sua estrazione dall'alta nobiltà lo rende inviso al popolo.

### Rapporti sociali
Nei primi mesi del 1713 venne destituito dalla sua carica di viceré. Stando ad alcune fonti questa decisione venne presa dall'imperatore Carlo VI, per volontà del potente Ministro e Consigliere dell'imperatore, Rocco Stella. La colpa di Carlo Borromeo Arese fu quella di essersi opposto alla nomina a Comandante della Guardia Regia di Napoli del nipote del Ministro, Pietro Stella.
Per ripagarlo dell'onore perso, l'imperatore lo nominò però ministro plenipotenziario dello Stato dei Presidi e dal 1715 divenne dapprima consigliere intimo e poi cavaliere del Toson d'oro, guadagnandosi l'amicizia di Federico Augusto di Polonia e di Carlo Emanuele III di Savoia.

### Ultimi anni e morte
Impegnatosi ancora una volta con l'aristocrazia di Milano, si oppose alle eccessive tassazioni che l'Austria riversava sul milanese, proponendo una più equa distribuzione dei carichi fiscali tra i domini italiani. Saranno questi gli ultimi momenti di vita sociale del Borromeo che dal 1720 si ritirerà quasi completamente ad Arona.
Morì il 3 luglio 1734.

## Discendenza
Dal primo matrimonio di Carlo Borromeo Arese con Giovanna Odescalchi (24 gennaio 1651 - per i postumi del parto, 15 luglio 1679) nacque un solo figlio:
- Giovanni Benedetto (1679-1744), sposò Clelia Grillo (1684-1777). Successore del padre, con discendenza.

Il Marchese di Angera ebbe con Camilla Barberini (1660 - 20 giugno 1740), sua seconda moglie, nove figli:
- un figlio (nato e morto il 12 aprile 1690)
- Giustina (4 settembre 1691-21 marzo 1754), sposò Clemente Domenico Rospigliosi, II principe Rospigliosi (1674-1752)
- Isabella Teresa (15 ottobre 1692-30 giugno 1703)
- Margherita (6 febbraio 1694-1763), sposò il marchese Pio Giorgio Pallavicino Trivulzio (1691-1765)
- Anna Lucrezia (23 giugno 1695-1709)
- Anna Maria (1697-?), monaca nel convento di Santa Cecilia a Como col nome di suor Camilla Giustina
- Teresa Virginia (23 febbraio 1699-20 dicembre 1772), sposò Carlo Albani, I principe di Soriano nel Cimino (1687-1724)
- Maria Maddalena (29 giugno 1701-5 giugno 1782), sposò Girolamo Antonio Altieri, III principe di Oriolo (1673-1762)
- Federico (15 settembre 1703-19 settembre 1779), sposò la marchesa Giulia Lucini (1715-1800), ma non lasciò discendenza.

## Galleria d'immagini

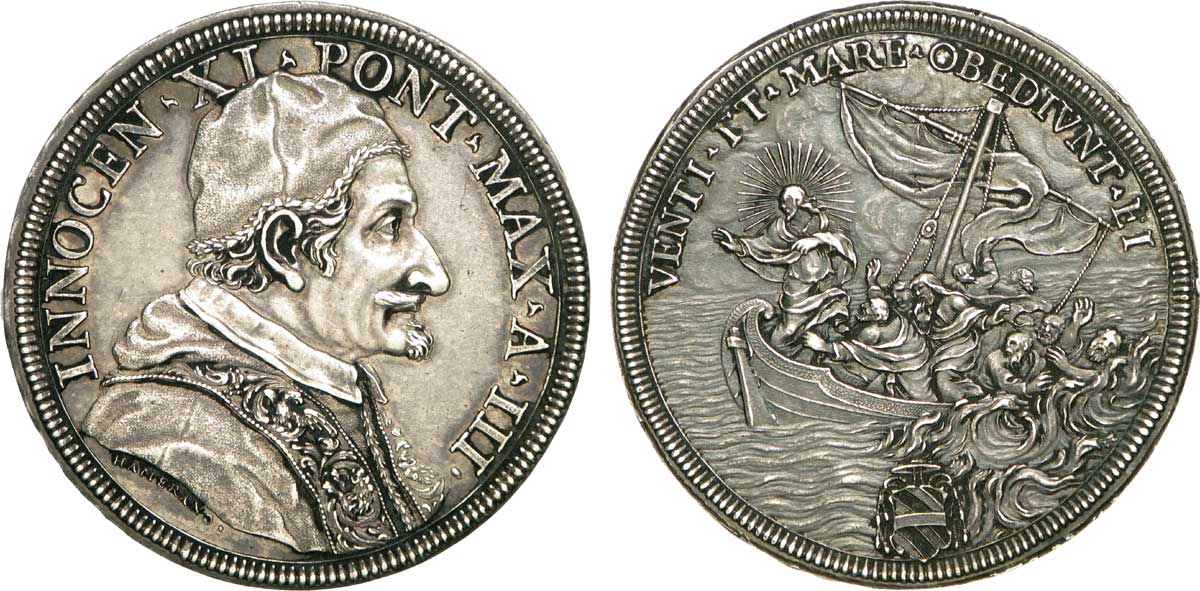
Innocenzo XI (1678-1679)
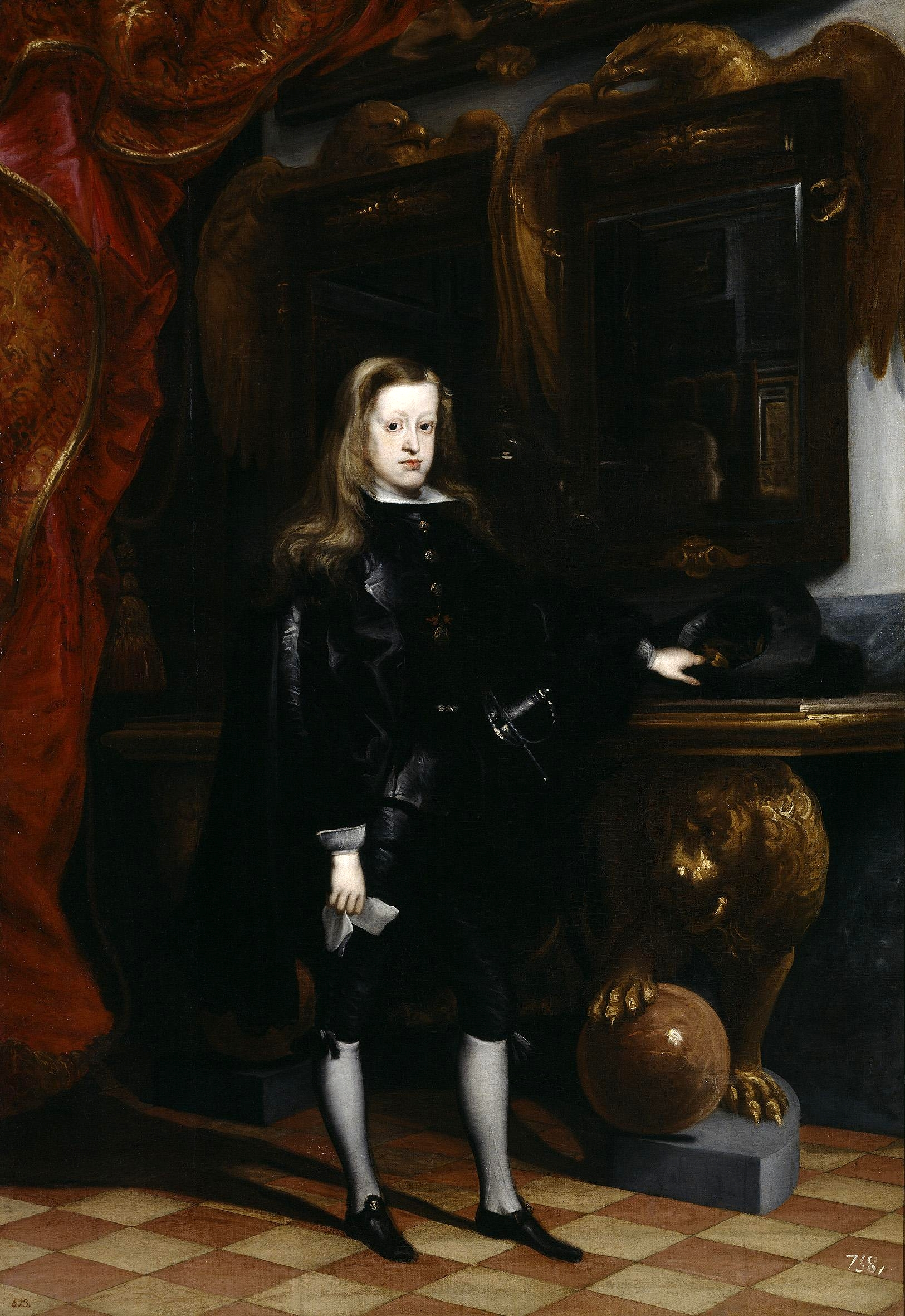
Carlo II di Spagna nel salone degli Specchi, di Juan Carreño de Miranda (c. 1675). Olio su tela, 201 cm x 127 cm, Palazzo reale di Madrid
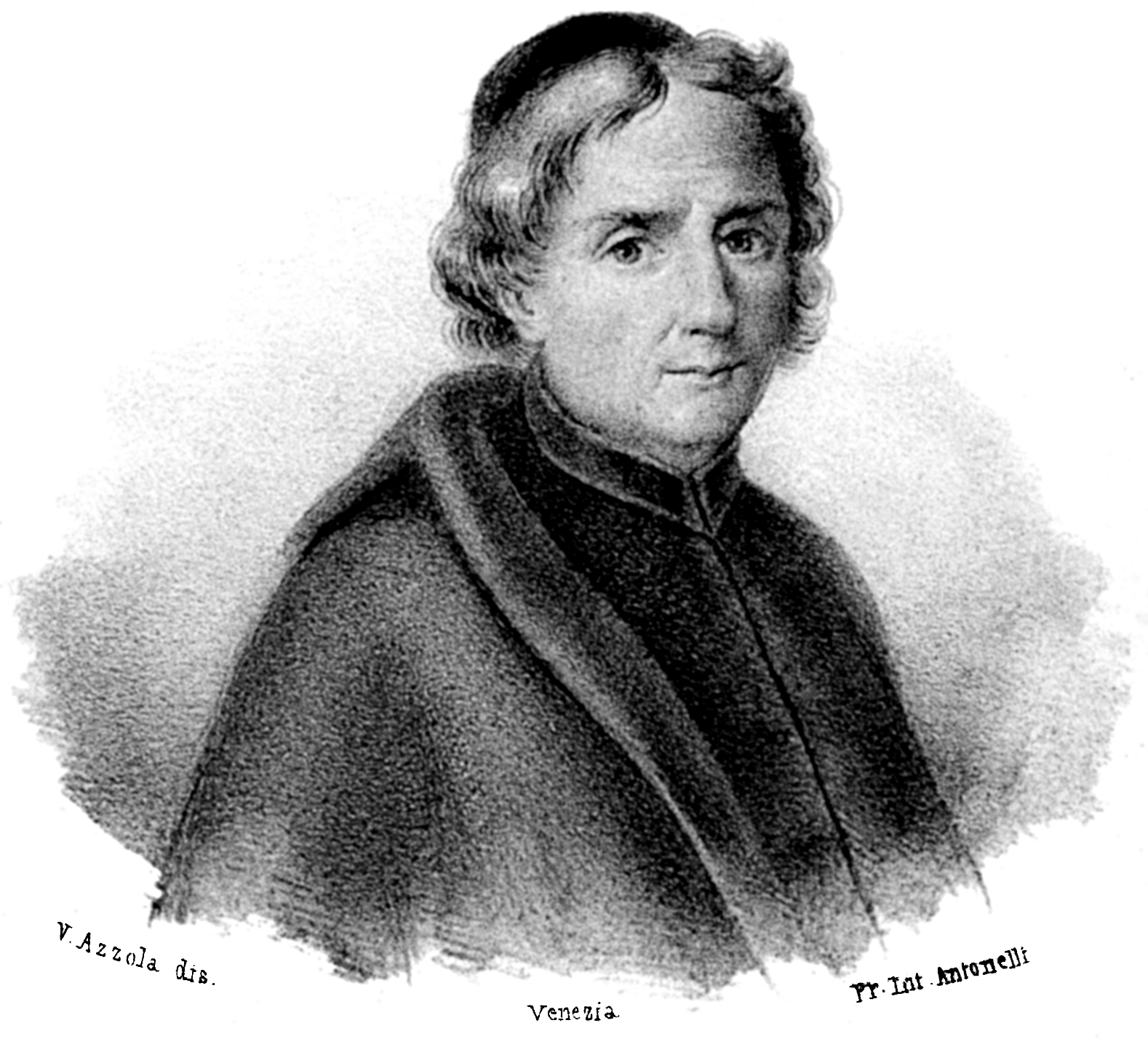
Ludovico Antonio Muratori
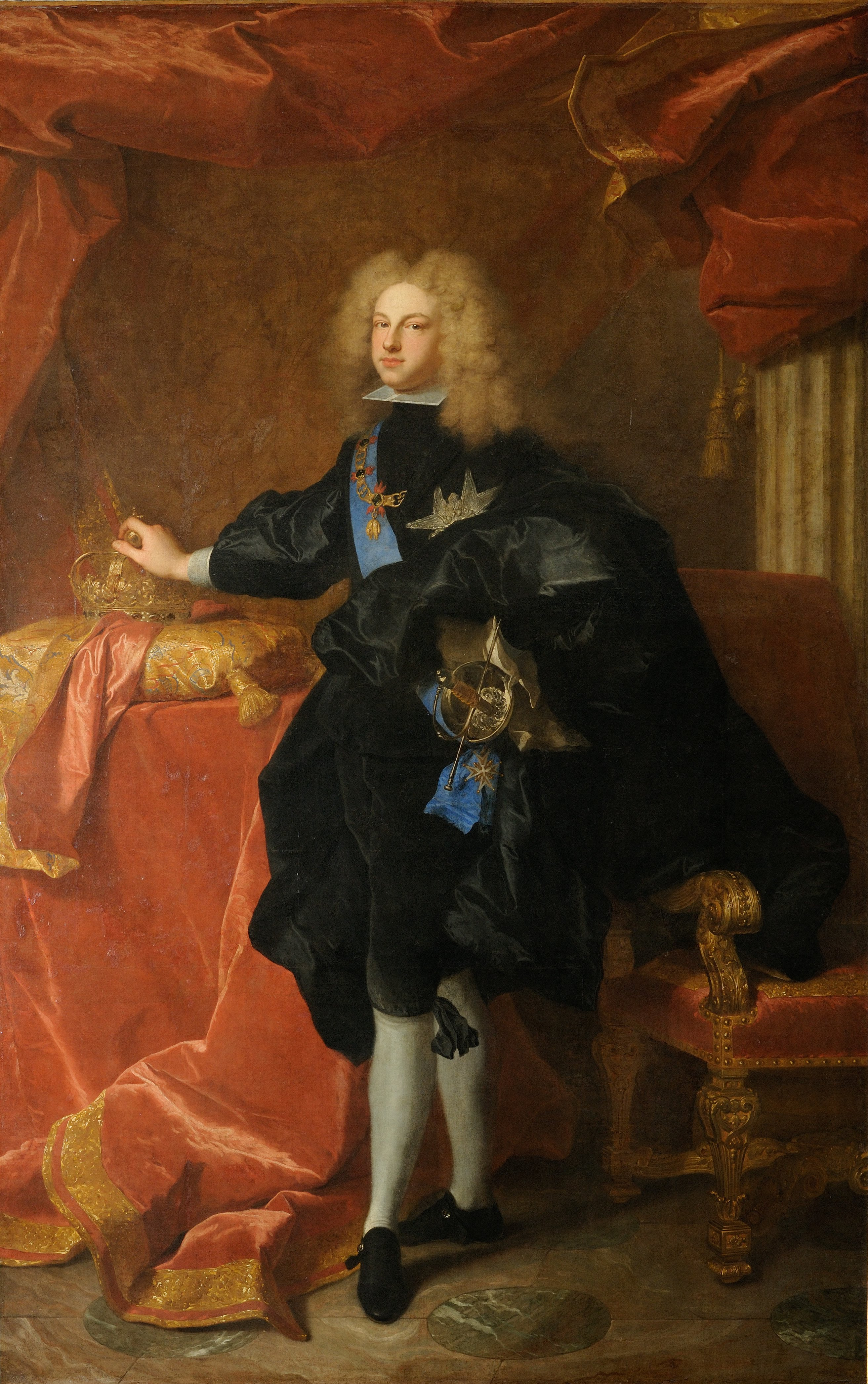
Filippo V di Spagna ritratto da Hyacinthe Rigaud nel 1701.
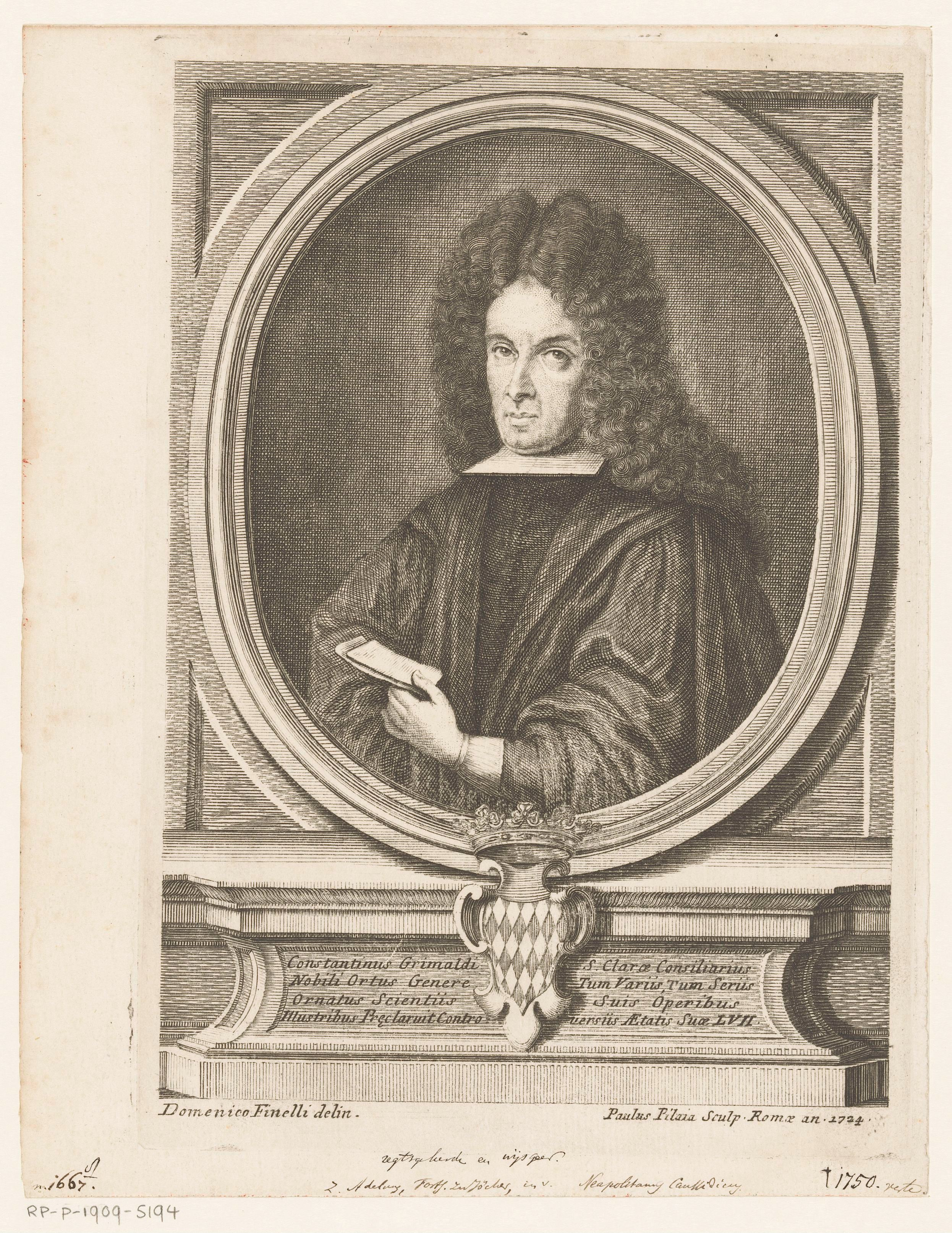
Costantino Grimaldi
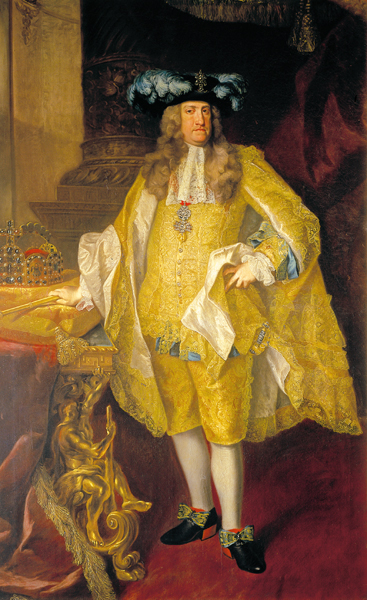
Ritratto di Carlo VI d'Asburgo ad opera di Johann Gottfried Auerbach, 1735
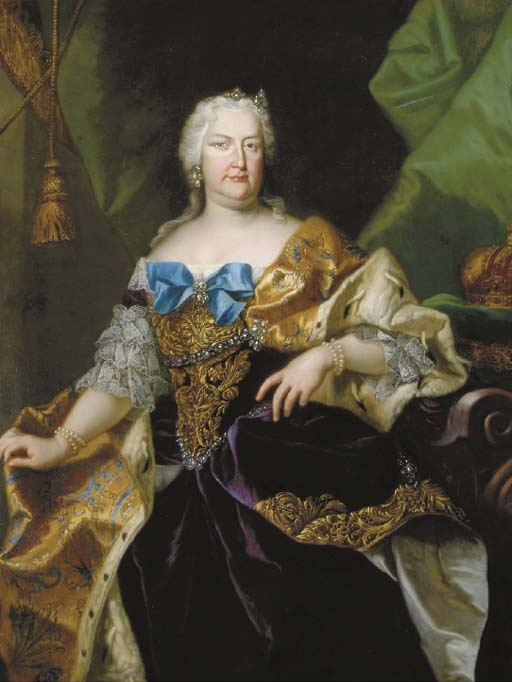
L'imperatrice Elisabetta Cristina di Brunswick-Wolfenbüttel, ritratta nel 1735 da Johann Gottfried Auerbach
Ritratto di Maffeo Barberini, II principe di Palestrina in armatura con il collare del Toson d'oro

## Araldica
| Stemma | Descrizione                                                       | Blasonatura |
| \| \|  | Carlo Borromeo Arese Conte di Arona, Grande di Spagna di I classe | Inquartato, fiancheggiato in arco di cerchio, col capo e la campagna: nel 1º di rosso alla corona antica d'oro, posta in sbarra; nel 2º d'argento a due trecce d'oro, poste in sbarra, annodate di rosso in decusse; nel 3º d'azzurro a tre anelli intrecciati d'oro gemmati di rosso male ordinati; nel 4º di rosso al freno d'argento posto in banda. Il fiancheggiato di rosso: sul fianco destro seminato di fiammelle d'oro al liocorno d'argento, accollato di una corona antica d'oro annodata con una sciarpa d'argento svolazzante, spaventato da un medaglione ovale d'argento, raggiante d'oro, orizzontale a destra, caricato da un biscione d'azzurro ingollante un putto di carnagione; il fianco sinistro caricato di un dromedario giacente in un canestro sostenente sulla gobba una corona antica il tutto d'oro, sormontata da sette penne di struzzo alternate d'azzurro e d'argento. Il tutto sinistrato e spaccato: superiormente d'oro all'aquila di nero coronata d'oro, inferiormente d'argento al volo abbassato di nero. Il capo e la campagna d'argento, caricato il primo del motto humylitas in carattere gotico minuscolo di nero, sormontato da una corona fioronata d'oro; e la seconda da un cedro d'oro, gambuto e fogliato di verde, posto in fascia. Sul tutto partito: nel 1º bandato d'azzurro innestato d'argento e di verde; nel 2º fasciato di rosso e di verde, alla cotissa in banda d'argento attraversante.. Ornamenti esteriori da Grande di Spagna. |
|        |                                                                   | |

## Ascendenza
|                      |              |                      | Genitori             |  |  | Nonni |  |  | Bisnonni          |  |  | Trisnonni              |  |
|                      |              |                      |                      |  |  |       |  |  | Renato I Borromeo |  |  | Giulio Cesare Borromeo |  |
|                      |              |                      |                      |  |  |       |  |  | Renato I Borromeo |  |  | Giulio Cesare Borromeo |  |
|                      |              | Margherita Trivulzio |                      |  |  |       |  |  | Renato I Borromeo |  |  |                        |  |
| Carlo III Borromeo   |              |                      |                      |  |  |       |  |  | Renato I Borromeo |  |  |                        |  |
|                      |              | Ersilia Farnese      | Ottavio Farnese      |  |  |       |  |  |                   |  |  |                        |  |
|                      |              | Ersilia Farnese      | Ottavio Farnese      |  |  |       |  |  |                   |  |  |                        |  |
|                      |              | Ersilia Farnese      |                      |  |  |       |  |  |                   |  |  |                        |  |
| Renato II Borromeo   |              | Ersilia Farnese      |                      |  |  |       |  |  |                   |  |  |                        |  |
|                      |              | Ercole d'Adda        | Erasmo d'Adda        |  |  |       |  |  |                   |  |  |                        |  |
|                      |              | Ercole d'Adda        | Erasmo d'Adda        |  |  |       |  |  |                   |  |  |                        |  |
|                      |              | Ercole d'Adda        | Isabella Bottola     |  |  |       |  |  |                   |  |  |                        |  |
| Isabella d'Adda      |              | Ercole d'Adda        |                      |  |  |       |  |  |                   |  |  |                        |  |
|                      |              | Margherita D'Adda    | Giacomo D'Adda       |  |  |       |  |  |                   |  |  |                        |  |
|                      |              | Margherita D'Adda    | Giacomo D'Adda       |  |  |       |  |  |                   |  |  |                        |  |
|                      |              | Margherita D'Adda    | Francesca Scarovigna |  |  |       |  |  |                   |  |  |                        |  |
| Carlo Borromeo Arese |              | Margherita D'Adda    |                      |  |  |       |  |  |                   |  |  |                        |  |
|                      | Giulio Arese | Marco Antonio Arese  |                      |  |  |       |  |  |                   |  |  |                        |  |
|                      | Giulio Arese | Marco Antonio Arese  |                      |  |  |       |  |  |                   |  |  |                        |  |
|                      | Giulio Arese | Ippolita Clari       |                      |  |  |       |  |  |                   |  |  |                        |  |
| Bartolomeo III Arese | Giulio Arese |                      |                      |  |  |       |  |  |                   |  |  |                        |  |
|                      |              | Margherita Legnani   | Ludovico Legnani     |  |  |       |  |  |                   |  |  |                        |  |
|                      |              | Margherita Legnani   | Ludovico Legnani     |  |  |       |  |  |                   |  |  |                        |  |
|                      |              | Margherita Legnani   | Caterina Scanzi      |  |  |       |  |  |                   |  |  |                        |  |
| Giulia Arese         |              | Margherita Legnani   |                      |  |  |       |  |  |                   |  |  |                        |  |
|                      |              | Carlo Homodei        | Giangiacomo Homodei  |  |  |       |  |  |                   |  |  |                        |  |
|                      |              | Carlo Homodei        | Giangiacomo Homodei  |  |  |       |  |  |                   |  |  |                        |  |
|                      |              | Carlo Homodei        | Caterina Alemagna    |  |  |       |  |  |                   |  |  |                        |  |
| Lucrezia Homodei     |              | Carlo Homodei        |                      |  |  |       |  |  |                   |  |  |                        |  |
|                      |              | Beatrice Lurani      | Giambattista Lurani  |  |  |       |  |  |                   |  |  |                        |  |
|                      |              | Beatrice Lurani      | Giambattista Lurani  |  |  |       |  |  |                   |  |  |                        |  |
|                      |              | Beatrice Lurani      | Costanza Casati      |  |  |       |  |  |                   |  |  |                        |  |
|                      |              | Beatrice Lurani      |                      |  |  |       |  |  |                   |  |  |                        |  |